# Estación de Jesús
Jesús es una estación de las líneas 1, 2 y 7 de Metrovalencia. Se encuentra en el distrito de Jesús (barrio de La Raiosa), en la avenida de Giorgeta frente al número 35. Fue la estación cabecera de la zona sur del Trenet de Valencia o de FEVE, de la línea del trenet Valencia - Jesús con Villanueva de Castellón, (desde 1893 hasta 1988).

## Historia
Se inauguró el 8 de octubre de 1988, junto con el resto de estaciones subterráneas de las líneas 1 y 2, encontrándose anteriormente en superficie.
El 3 de julio de 2006, un convoy de la línea 1 que se dirigía a Torrent volcó en una curva a escasos metros de la estación, produciendo la muerte de 43 personas, incluyendo al maquinista, e hiriendo a otras 47. La causa del accidente fue por un exceso de velocidad, ya que el convoy alcanzó los 81 km/h cuando la curva estaba limitada a 40 km/h, además de que no existían sistemas de seguridad en ese tramo que pudiesen haber prevenido o minimizado de alguna forma el accidente.
Del 30 de octubre de 2024 al 17 de febrero de 2025, a consecuencia de las graves inundaciones acontecidas en la provincia de Valencia, las líneas 1 y 2 no prestaron servicio en esta estación.

## Nombre
Desde su puesta en funcionamiento en 1893 en superficie para dar servicio a las líneas de la zona sur del trenet de Valencia fue denominada estación Valencia - Jesús hasta que en 1988 se inauguró la primera línea de metro en Valencia y la nueva estación subterránea pasó a llamarse Jesús.  Esta estación sufrió diversos cambios de nombre entre los años 2010 y 2016. FGV anunció el 12 de diciembre de 2010, siendo Francisco Camps (PP) presidente del Consell valenciano, que la estación pasaría a llamarse Joaquín Sorolla (anteriormente Jesús) alegando como motivo la cercanía de la estación de Adif Valencia-Joaquín Sorolla. Unos días más tarde la Asociación de Víctimas del accidente de metro de Valencia del 3 de julio de 2006 (AVM3J) declaró que consideraba el cambio de nombre como un acto para favorecer el olvido del accidente de Metrovalencia ocurrido cuatro años antes, en el que murieron 43 personas y 47 resultaron heridas.
El 1 de marzo de 2012 la estación vio modificado de nuevo su nombre, pasando esta vez a llamarse Joaquín Sorolla-Jesús, accediendo así parcialmente a la propuesta realizada por los grupos de la oposición (PSPV, Compromís y Esquerra Unida) y la AVM3J. Finalmente, el 30 de junio de 2016, la estación recuperó su nombre original tras casi seis años de cambios. El Consell, bajo la presidencia de Ximo Puig (PSPV), anunció el cambio con motivo del décimo aniversario del accidente.

## El edificio
El edificio subterráneo se construyó en 1987 con las vías entre dos andenes. Dadas las complicaciones a la hora de unir las líneas de Llíria y Bétera, con final de trayecto subterráneo en Plaça Espanya, y la línea de Villanueva de Castellón, con final en esta estación, se construyó una curva muy cerrada a la salida de la estación, en la que se produjo el accidente de metro de 2006.
La antigua estación de Jesús de FEVE, (contaba con 5 vías y 4 andenes), estuvo en funcionamiento entre 1893 hasta 1988, se encuentra a escasos 150 metros de la actual estación de metro de Jesús, entre la avenida Giorgeta, cruce con calle Uruguay y calle Carcagente. El antiguo edificio de viajeros se convirtió en biblioteca y centro para mayores y donde estaban las vías y andenes se construyó un parque, en el cual se encuentran las marquesinas y los escudos de todas las poblaciones donde el trenet hacia su recorrido. Línea Valencia - Jesús con Villanueva de Castellón. También de la antigua estación de Jesús salía una línea del trenet hacia el barrio de  Nazaret, pero debido a los daños por la Gran riada de Valencia del 14 de octubre de 1957 quedó fuera de servicio. 
Junto con la estación de Pont de Fusta ambas estaciones fueron las principales terminales de las líneas del trenet de la ciudad de Valencia y los municipios de su área metropolitana, entonces divididas en aquellos años en dos redes, norte y sur. 
Antigua Estación de Jesús cabecera sur de la línea a Villanueva de Castellón.
Antigua Estación de Pont de Fusta cabecera norte de las líneas a Liria, Bétera, Rafelbuñol y El Grao. 
La estación de Jesús, fue la principal estación del trenet de las líneas del sur de la ciudad de Valencia.

## Accesos
Dispone de dos accesos, uno en la avenida de Giorgeta con la calle de Mora de Rubielos y otro en la misma avenida con la calle Roïç de Corella. El ascensor se encuentra en la calle Mora de Rubielos.